# Lengyel Intézet (Budapest)
A budapesti Lengyel Intézet (lengyelül: Instytut Polski w Budapeszcie) a világszerte működő Lengyel Intézetek, Lengyelország hivatalos kulturális intézeteinek egyike. Célja a lengyel kultúra megismertetése és elismertségének erősítése, a lengyel történelem és örökség megértésének növelése, valamint a nemzetközi együttműködés segítése a kultúra, oktatás, tudomány és társadalmi élet területén, és mindezek által Lengyelország politikai, gazdasági és kulturális pozíciójának erősítése.

## Történelem
A budapesti Lengyel Intézet egy 1934. október 21-én aláírt kulturális egyezmény nyomán 1939. május 24-én kezdte meg működését, másodikként a Lengyel Intézetek sorában, és első külföldi kulturális intézetként a magyar fővárosban. Az Intézet 1944-ig, Magyarország német megszállásáig háborítatlanul működött a Múzeum körúton. A háború alatt a lengyel emigráció szellemi életének egyik központja volt, valamint részt vett a lengyel menekültek segítésében, oktatásában is.
A második világháború után 1951-ben kezdte újra működését Lengyel Olvasóterem néven a Váci utcában, majd egy évre rá nyelvtanfolyamokat is indított. A nyelvoktatás kimagasló alakja három évtizeden át Varsányi István volt. 1964-ben költözött mai székhelyére, az Andrássy út és a Nagymező utca kereszteződésébe, és Lengyel Tájékoztató és Kulturális Központként mélyítette tovább kulturális tevékenységét szimpóziumok, vitadélutánok, kiállítások, komolyzenei és dzsesszkoncertek, filmvetítések, valamint találkozók szervezésével. A központ mellett színjátszó kör és lengyel bolt is működött, mely utóbbi könyveket, zenei kiadványokat, kézműves termékeket árusított.
A rendszerváltás után kormányközi kulturális egyezmények erősítették meg a központ létét, mely 1994 óta ismét Lengyel Intézet néven működik. Ekkor indult a Lengyel Filmtavasz is, amely a kortárs lengyel filmművészet legjelentősebb alkotásait hozza el évről évre a magyar közönségnek azóta is. A lengyel bolt helyét 1999-ben a Platán Galéria, egy kortárs művészeti galéria vette át, és tizennégy év múlva a galérián belül kezdte meg működését a Latarka művészpince. Az Intézet többek között művészeti eseményeket szervez, kiadványok megjelenését támogatja, vásárokon és kiállításokon vesz részt, versenyeket és pályázatokat hirdet, valamint nyelvtanfolyamokat szervez. A Budapesti Nemzetközi Könyvfesztiválon a lengyel irodalmat népszerűsíti, és olyan eseményeken is rendszeresen jelen van, mint például a Budapesti Tavaszi Fesztivál, a Sziget, a Lamantin Jazz Fesztivál és a Café Budapest.

## Igazgatói[4]
- 1939– – Zbigniew Załęski
- ca. 1975 – Władysław Kobiałka[5]
- –1988 – Zbigniew Łakomski
- 1988–1990 – Tadeusz Olszański
- 1990–1992 – Konrad Sutarski
- 1992–1997 – Rafał Wiśniewski
- 1997–2001 – Barbara Wiechno
- 2001–2006 – Maciej Szymanowski
- 2006–2008 – Roland Chojnacki
- 2008–2012 – Arkadiusz Bernaś
- 2012–2017 – Katarzyna Sitko
- 2018–2023 – Joanna Urbańska
- 2023– – Dominika Teske